# Crotalus vegrandis
Crotalus vegrandis är en ormart som beskrevs av Klauber 1941. Crotalus vegrandis ingår i släktet skallerormar och familjen huggormar. Inga underarter finns listade i Catalogue of Life.
Taxonet listas ibland som underart till Crotalus durissus.
Arten lever endemisk i Venezuela.